# Cayeux-sur-Mer
Cayeux-sur-Mer (Tchéyeu-sur-Mér in piccardo ) è un comune francese di 2 857 abitanti situato nel dipartimento della Somme nella regione dell'Alta Francia.

## Storia
Le prime notizie di un centro abitato risalgono al 1005. Intorno a questo periodo, Riccardo I di Normandia, volendo diventare signore di Saint-Valery, ha cominciato ad attaccare Pendé, per imapdronirsene.
Nel 1653 e nel 1727 due incendi ridussero la città in cenere. Il faro, in metallo dal 1835 fu distrutto nell'agosto del 1944 dalle truppe tedesche.

## Monumenti e luoghi d'interesse
- Chiesa di San Pietro principe degli apostoli, XII secolo, sulle rovine della quale è stata costruita l'attuale, nel 1902.
- La spiaggia, ha un grande stabilimento balneare con le caratteristiche cabine. Il lungomare è fiancheggiato da circa 400 di questi separé protettivi lungo un percorso di circa 2 chilometri ed è considerato da molti il più lungo d'Europa[3].

## Altre immagini

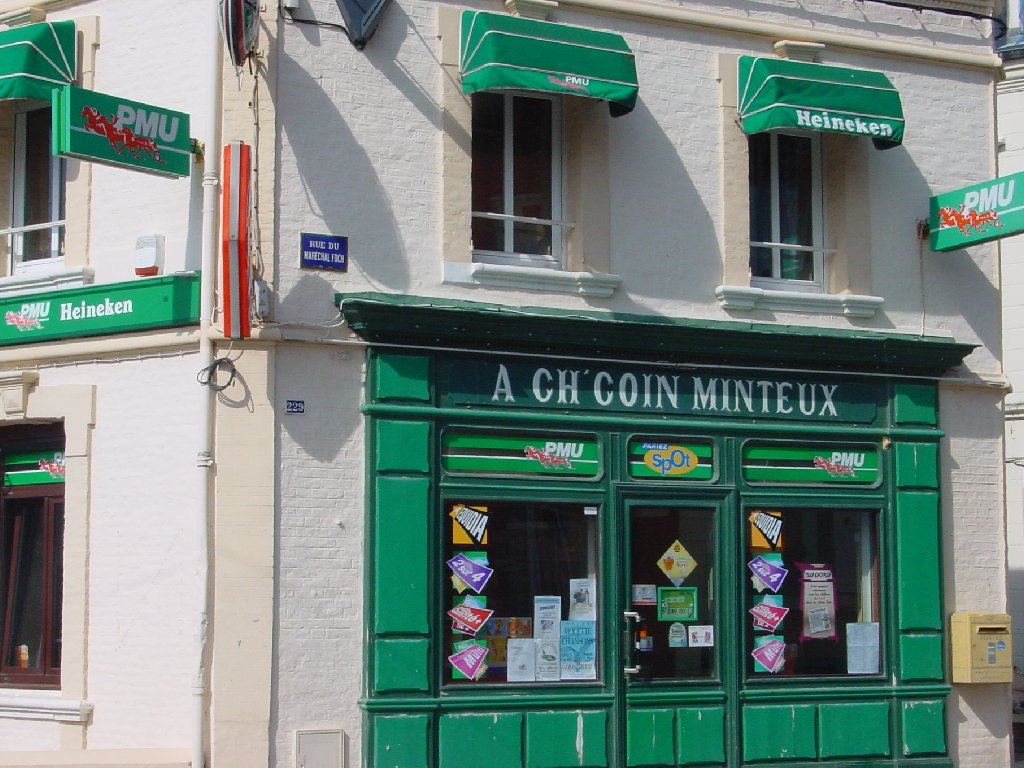
Insegna di un caffè in piccardo a Cayeux
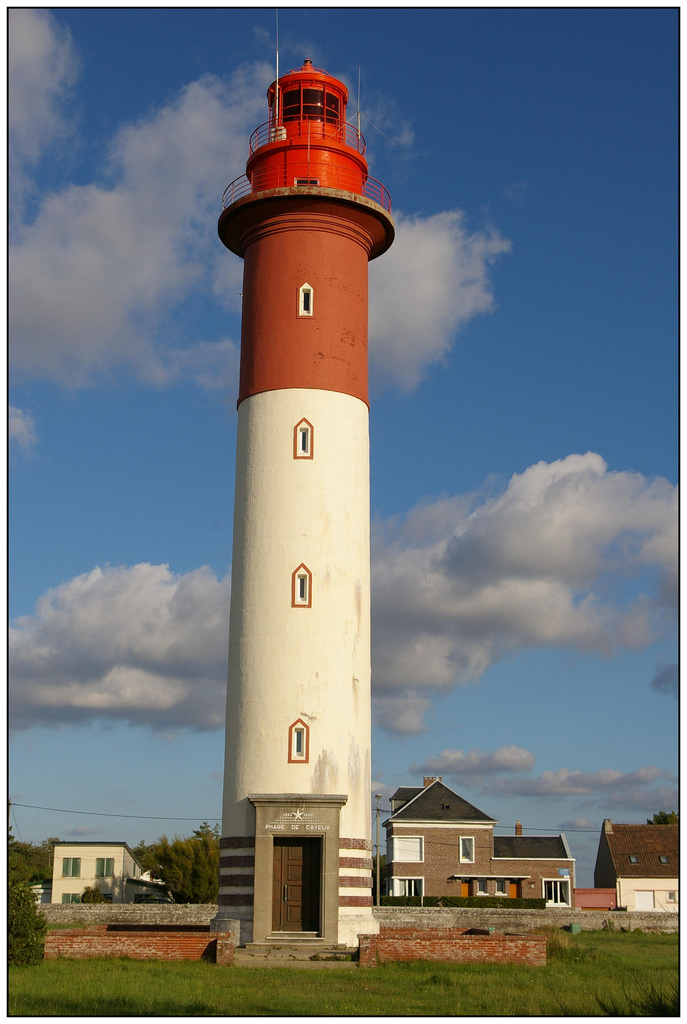
Faro di Cayeux, a Brighton-les-Pins.
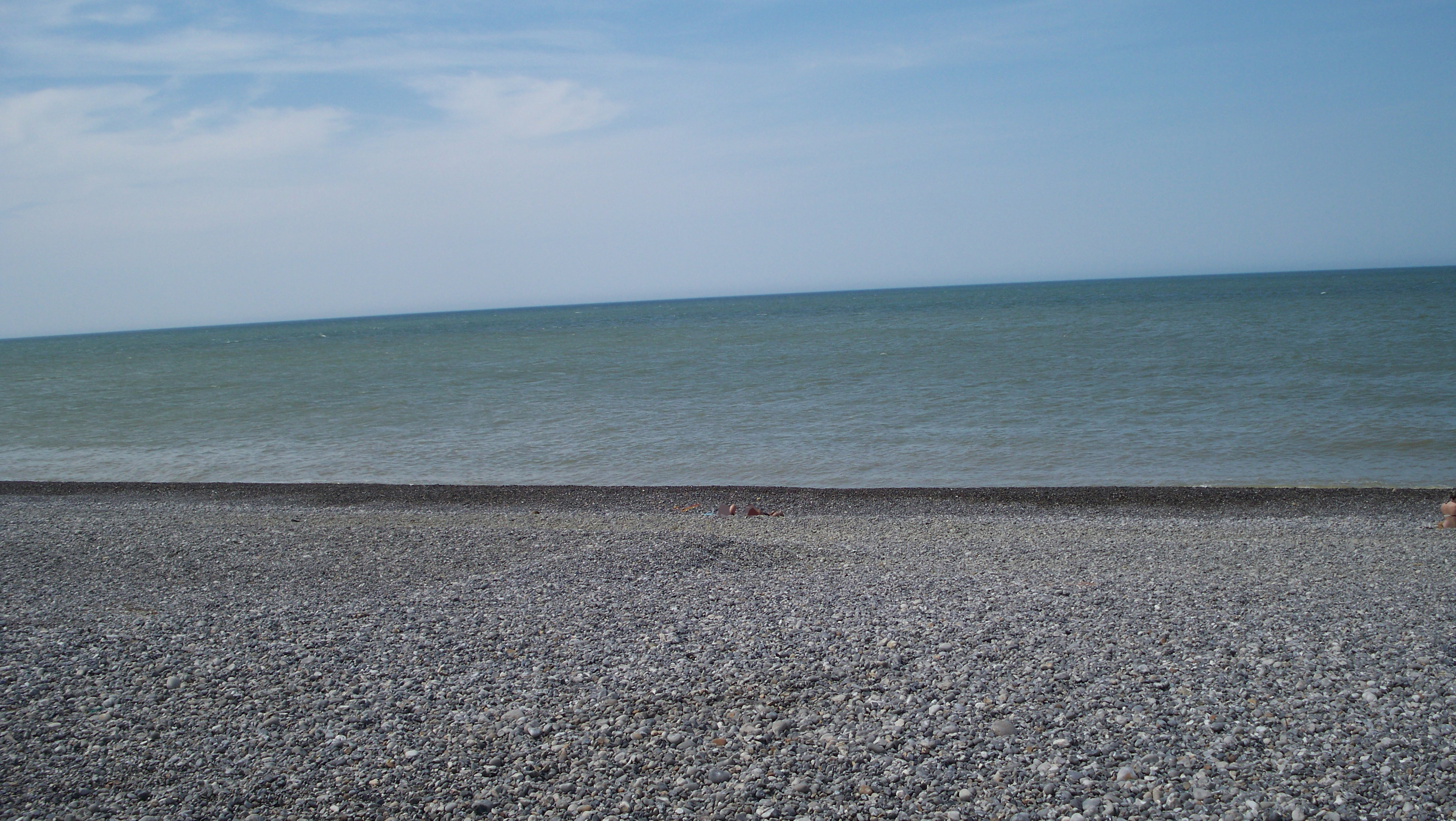
La spiaggia

## Società

### Evoluzione demografica
Abitanti censiti